# 身後
《身後》（英語：Left Behind）是臺灣歌手張惠妹的一首歌曲，收錄於她的專輯《偷故事的人》中，也是該專輯的第四波主打歌曲。由HUSH擔任作詞，林俊傑擔任作曲，羅景壬擔任MV影片導演。2017年12月26日，MV影片製作花絮，以「那種令人窒息的想念，你一定有過」為題，在YouTube網站釋出。12月28日，正式的MV影片釋出後，短時間內超過20萬點擊，同日，張惠妹在臉書網站直播感言，當中也透露了對家人的思念情緒。

## 幕後花絮
MV影片在前面三分之二段的拍攝手法，採用了第一人稱視角與長鏡頭的方式。場景設計方面，是將死者的最後一程，濃縮成一條微觀的隧道，並分別布置出六個場景意象，依序是太平間、冰櫃內部、包圍四周的殯葬花朵、棺材內部、火葬爐內部及納骨塔塔位內部的場景，最後鏡頭帶回到現實的遼闊海邊。

## 軼事
- 在MV影片的開頭，牆壁上懸掛的時鐘為11點多，另一側牆壁懸掛的日曆為「3月28日」，是小燈泡事件的發生時間。[11][12]
- 根據《青年日報》報導，唱片公司曾表示，原本張惠妹欲擔任MV影片劇情當中的母親角色，但企劃團隊怕會影響觀者投入的情緒，而因此作罷；《身後》也是《偷故事的人》整張專輯製作費最高的MV，將近新臺幣600萬元。[13]

## 獎項
- 2018年 第29屆金曲獎 最佳音樂錄影帶獎
- 2018年 Red Dot Design Award 紅點設計大獎
- 2018年 Mnet Asian Music Awards (MAMA) 年度最佳導演奬